# I May Be a Guild Receptionist, But I'll Solo Any Boss to Clock Out on Time
I May Be a Guild Receptionist, But I'll Solo Any Boss to Clock Out on Time (ギルドの受付嬢ですが、残業は嫌なのでボスをソロ討伐しようと思います?, Girudo no uketsukejō desu ga, zangyō wa iya na node Bosu o soro tōbatsu shiyou to omoimasu), nota anche come Girumasu (ギルます?), è una serie di light novel scritta da Mato Kousaka e illustrata da Gaou. ASCII Media Works ha iniziato a pubblicare la serie sotto l'etichetta Dengeki Bunko il 10 marzo 2021. Un adattamento manga disegnato da Suzu Yūki viene serializzato sulla rivista Dengeki Daioh dal 28 giugno 2021. Un adattamento anime prodotto da CloverWorks è stato trasmesso dal 10 gennaio al 28 marzo 2025.

## Trama
Alina Clover è diventata receptionist di una gilda di avventurieri perché pensava che sarebbe stato un lavoro facile e sicuro, tuttavia ha il fastidioso compito di trattare con avventurieri problematici ed egoisti, dovendo ricordare loro i regolamenti; inoltre le sue colleghe scaricano costantemente su di lei la loro parte di lavoro incompiuta, facendole fare straordinari non pagati. Non aiuta il fatto che i boss dei dungeon siano imbattibili per lunghi periodi di tempo, il che porta ad aumento delle scartoffie. Segretamente, Alina in alcune occasioni usa la sua abilità divina per evocare un potente martello e dare lei stessa la caccia ai boss, sfogando tutte le sue frustrazioni sul mostro.
Il capo di un gruppo di avventurieri la nota ed è deciso a reclutarla nel suo party. Tuttavia, dovendo affrontare un potenziale licenziamento dal suo lavoro stabile a causa di attività esterne non autorizzate, Alina deve trovare un modo per evitare di essere coinvolta.

## Personaggi

### Principali

Jade, Alina, Lululee e Lowe nell'anime

Alina Clover (アリナ・クローバー?, Arina Kurōbā)
Doppiata da: Rie Takahashi
Giovane receptionist di Iffole Counter, vi lavora da tre anni. Possiede una licenza di prima classe, concessa al 10% delle persone dotate di poteri. Sebbene lei stessa non capisca perché possa usare le sue abilità del regno divino, ha il potere di distruggere le reliquie con una sola mano, il che la rende una combattente estremamente potente; in seguito si scoprirà che le è stata concessa un'abilità Dia, che corrisponde al livello di un dio. Tuttavia, gli dei oscuri sono abbastanza forti da combattere contro di lei, poiché possiedono anche essi abilità Dia. Per vivere una vita spensierata, finisce gli straordinari il giorno stesso, perché si è stancata di rimandarlo al giorno successivo. Alina pensa sempre di eliminare il lavoro straordinario e negozia anche direttamente con il capo gilda Glen. È costantemente infastidita dal sostegno di Jade e dalla sua disponibilità ad aiutarla in ogni modo possibile, risentendosi del fatto che lui sembra più competente di lei, ma non è consapevole dei sentimenti romantici che prova per lei; tuttavia, con il progredire della storia, finisce per rispettarlo e per interessarsi a lui. Nel corso della serie attira anche l'attenzione di molti altri personaggi maschili grazie al suo bell'aspetto, con grande disappunto e gelosia di Jade.
Conosciuta anche come "Esecutore" (処刑人?, Shokeinin), usa lo pseudonimo di "Rovelc Anila" (ロベルク・アニラ?, Roberuku Anira) sui documenti. Finora, Jade, Laila (che non lo scopre nell'anime), le Spade Argentee, Glen, Fili e le guardie della gilda sono le uniche persone a conoscenza del suo segreto.
Jade Scrade (ジェイド・スクレイド?, Jeido Sukureido)
Doppiato da: Kentarō Kumagai
Leader e tank delle Spade Argentee. È abile e aiuta Alina nel suo lavoro straordinario. È il primo avventuriero a sviluppare abilità multiple ad ampia portata, e può anche attivare due volte le proprie abilità. Si innamora di Alina a prima vista e cerca costantemente di corteggiarla e di farla entrare nella sua squadra, essendo a conoscenza della sua identità segreta, ma lei rifiuta sempre e lo evita. Si vede anche che diventa molto geloso ogni volta che altri uomini si avvicinano ad Alina nel tentativo di filtrare con lei o di corteggiarla. Nonostante ciò, la sostiene e non rivela a nessuno il suo segreto. A un certo punto riesce a farla entrare nella sua squadra, ma solo temporaneamente, perché è costretto a licenziarla sotto richiesta di Rufus.
Laila (ライラ?, Raira)
Doppiata da: Yū Serizawa
Kōhai di Alina e nuova receptionist. Ha una cotta per l'Esecutore, ma in seguito rimane scioccata quando scopre che in realtà si tratta di Alina. Sul suo braccio sinistro è inciso un cerchio magico. Nell'anime, non viene mai a conoscenza del segreto di Alina.

### Secondari

#### Spade Argentee
Un party di avventurieri, acclamato come il più forte. Se non ottengono dei risultati, i membri vengono sostituiti. Attualmente sono in tre, guidati da Jade. Possiedono anche una locanda privata. Come il loro capo, sanno che Alina è l'Esecutore.
Lowe Losblender (ロウ・ロズブレンダ?, Rou Rozuburenda)
Doppiato da: Rikuya Yasuda
Un mago nero che può usare potenti magie d'attacco e serve come retroguardia/attaccante delle Spade Argentee. È buon amico di Jade e si lascia intendere che provi qualcosa per Lululee, ma non lo riconosce mai.
Lululee Ashford (ルルリ・アシュフォード?, Rururi Ashufōdo)
Doppiata da: Aoi Koga
Una giovane guaritrice con un passato traumatico. Nel suo gruppo precedente, due membri furono spazzati via da un boss di piano. Quando entrambi i combattenti dell'avanguardia furono gravemente feriti, il tank perse l'aggressione del boss. Lululee non riuscì a sopportare l'idea di salvarne solo uno e tentò di curarli entrambi, ma senza successo. Il tank subì gravi ferite, perdendo un braccio e un occhio, mentre l'avanguardia morì. Incolpò Lululee, arrivando a chiamarla assassina, pur non assumendosi alcuna responsabilità per aver perso il controllo del boss.
Ganz (ガンズ?, Ganzu)
Doppiato da: Shōhei Tabuchi
Ex attaccante che si è ritirato dopo aver visto le abilità dell'Esecutore. Ha una licenza di avventuriero di seconda classe.
Lynn Leeche (リン・リーチェ?, Rin Rīche)
Doppiata da: Ari Ozawa
Guaritrice di Glen quando era membro delle Spade Argentee e sua figlia adottiva. Dopo aver liberato il piano terra della Fortezza delle Ceneri, è stata bruciata viva nella stanza del seminterrato da un boss, proprio davanti a Glen.

#### Membri della gilda
Glen Garia (グレン・ガリア?, Guren Garia)
Doppiato da: Kenichirō Matsuda
Maestro di gilda ed ex membro delle Spade Argentee. È in grado di utilizzare l'abilità ad ampia portata Time Observer, che lo porta a scoprire che Alina è l'Esecutore, anch'essa immune alla sua abilità. Quando era un membro attivo delle Spade Argentee, veniva evitato dai compagni di avventura ed era freddo, testardo ed egoista, ma la presenza della figlia adottiva Lynn ha cambiato la sua personalità. A un certo punto, i membri del suo gruppo e la figlia furono ridotti in cenere dopo essere stati uccisi da un boss. Si ritirò all'età di 25 anni e poco dopo divenne capo gilda. Per riportare in vita la figlia defunta, progetta di viaggiare indietro nel tempo e manipola Rufus, Heitz, le Spade Argentee e Alina per aiutarlo a ottenere il nucleo di un dio oscuro. Una volta fatto ciò, ruba e inserisce in nucleo nella sua mano sinistra, mutando la sua abilità di viaggiare nel tempo; tuttavia, questo lo corrompe e lo trasforma in un dio oscuro. Pur avendo la meglio sulle Spade Argentee e Alina, quest'ultima alla fine lo sconfigge e lo riporta alla normalità. In seguito si scopre che era una pedina di un misterioso individuo in grado di utilizzare delle abilità Dia.
Fili (フィリ?, Firi)
Doppiata da: Ryōka Yuzuki
La segretaria di Glen. Come il suo capo, anche lei viene a sapere che Alina è l'Esecutore.
Shelley (シェリー?, Sherī)
Doppiata da: Aya Hisakawa
Membro del gruppo di ricerca della gilda. È una delle maggiori esperte nella ricerca di reliquie e ha inventato frammenti di cristallo guida e dispositivi per la costruzione di immagini virtuali.

#### Dei oscuri
Gli dei oscuri sono esseri umanoidi malvagi che possiedono molte abilità Dia, che li rendono individui molto potenti. Si nutrono di anime umane per incarnarsi e diventare più forti. Se uno viene ucciso, un altro rinasce per prendere il suo posto. Sono uno degli unici mostri che persino Alina fatica a sconfiggere da sola, poiché le loro capacità sono pari alle sue. In seguito si scopre che un tempo erano esseri umani, corrotti dai nuclei del dio oscuro.
Silha (シルハ?, Shiruha)
Doppiato da: Ryōta Takeuchi
Il primo dio oscuro che Alina e le Spade Argentee incontrano. È stato liberato da Rufus, che ha ucciso il suo stesso gruppo e ha ingannato le Spade Argentee per aiutarla con l'intenzione di dargli in pasto le loro anime in cambio di un'abilità Dia, ma Silha uccide invece Rufus, rivelando che non ha mai avuto intenzione di aiutarlo. Pur avendo sopraffatto le Spade Argentee e Alina, viene eliminato per mano di quest'ultima e Jade.
Viena (ヴィエナ?) e Fiena (フィエナ?)
Doppiate da: Maria Naganawa (Viena) e Misaki Watada (Fiena)
Sebbene abbiano l'aspetto di giovani ragazze, sono molto potenti e i loro corpi sono formati da sostanze simili agli slime che permettono loro di rigenerarsi rapidamente. Possono anche fondersi in un essere più potente chiamato Vilfina (ヴィルフィナ?, Virufina), che le rende più forti a scapito della loro intelligenza. Sono state liberate da Heitz, che hanno poi ucciso. Sebbene riescano a sopraffare Alina e le Spade Argentee, alla fine vengono uccise da Alina mentre sono fuse, poiché devono essere uccise contemporaneamente per sconfiggerle definitivamente.

### Altri
Slay Ghost (スレイ・ゴースト?, Surei Gōsuto)
Doppiato da: Jun Fukushima
Un avventuriero antagonista. Dopo un confronto con Jade e Alina, rianima un golem d'argilla per vendicarsi di loro, ma viene sconfitto da Alina.
Rufus (ルーフェス?, Rūfesu)
Doppiato da: Yūga Satō
Avventuriero assetato di potere che cerca di ottenere un'abilità Dia. Uccide i membri del suo stesso gruppo e manipola le Spade Argentee affinché lo aiutino a liberare Silha, nella speranza di dargli in pasto le loro anime in cambio dell'abilità Dia, assicurandosi che Alina non possa interferire, ma la cosa gli si ritorce contro quando viene ucciso da Silha, che divora la sua anima. In seguito si scopre che è stato manipolato da Glen.
Shroud (シュラウド?, Shuraudo)
Doppiato da: Yōhei Azakami
Un avventuriero a cui Alina era legata da bambina. Fu lui a consigliarle di lavorare come receptionist per condurre una vita sicura e facendola desistere dal diventare un'avventuriera. È morto dopo una missione all'interno di un dungeon.
Cybil (シビル?, Shibiru)
Doppiato da: Yūdai Mino
Un avventuriero che per un breve periodo è stato un membro delle Spade Argentee, ma che ha abbandonato la squadra per migliorarsi dopo che la sua eccessiva sicurezza e la sua avventatezza lo hanno ferito durante l'addestramento.
Heitz (ハイツ?, Haitsu)
Doppiato da: Wataru Komada
Un avventuriero malvagio che ha diffuso voci su quest segrete con l'intento di creare un nuovo dio oscuro per distruggere il mondo. Questo piano nasce dalla sua convinzione che l'umanità abbia portato il mondo al caos, dopo essere stato manipolato da un uomo vestito di nero, che si rivelerà essere Glen. Alla fine, Heltz viene ucciso da Viena e Fiena.
Aiden (エイデン?, Eiden)
Doppiato da: Daisuke Nagumo
Un avventuriero che un tempo faceva parte dello stesso gruppo di Lululee, accusandola ingiustamente di omicidio quando non riuscì a curare correttamente i loro compagni a causa della sua debolezza magica. Ora lavora per Heitz.
Ricaide (リカイド?, Rikaido)
Doppiato da: Kazuya Saji
Uno degli uomini di Heitz.
Jessica (ジェシカ?, Jeshika)
Doppiata da: Sayaka Ōhara
Un membro della gilda degli informatori.
Rosetta Rhuberry (ロゼッタ・ルーベリー?, Rozetta Rūberī)
Doppiata da: Mami Horikoshi
La donna che ha fondato la moderna attività di receptionist della gilda.

## Media

### Light novel
La serie viene pubblicata sotto l'etichetta Dengeki Bunko di ASCII Media Works dal 10 marzo 2021. Al 9 agosto 2024 sono stati pubblicati 8 volumi. Durante il panel al Sakura-Con 2023, Yen Press ha annunciato di aver concesso in licenza la light novel per la distribuzione in Nord America. Nel luglio 2025, è stato annunciato che l'illustratore Gaou era stato sostituito perché aveva ammesso di aver avuto una relazione sessuale con una minorenne.
| Nº | Data di prima pubblicazione | Data di prima pubblicazione | Data di prima pubblicazione |
| Nº | Giapponese                  | Giapponese                  |                             |
| -- | --------------------------- | --------------------------- | --------------------------- |
| 1  | 10 marzo 2021               | ISBN 978-4-04-913688-3      |                             |
| 2  | 9 luglio 2021               | ISBN 978-4-04-913871-9      |                             |
| 3  | 10 novembre 2021            | ISBN 978-4-04-913937-2      |                             |
| 4  | 10 marzo 2022               | ISBN 978-4-04-914144-3      |                             |
| 5  | 8 luglio 2022               | ISBN 978-4-04-914534-2      |                             |
| 6  | 7 gennaio 2023              | ISBN 978-4-04-914813-8      |                             |
| 7  | 9 giugno 2023               | ISBN 978-4-04-915121-3      |                             |
| 8  | 9 agosto 2024               | ISBN 978-4-04-915345-3      |                             |

### Manga
Un adattamento manga disegnato da Suzu Yūki ha iniziato la serializzazione sulla rivista Dengeki Daioh di ASCII Media Works il 28 giugno 2021. I capitoli vengono raccolti in volumi tankōbon a partire dal 10 febbraio 2022. Al 10 giugno 2025 sono stati pubblicati 6 volumi. L'adattamento manga è anche concesso in licenza da Yen Press in Nord America.
| Nº | Data di prima pubblicazione | Data di prima pubblicazione | Data di prima pubblicazione |
| Nº | Giapponese                  | Giapponese                  |                             |
| -- | --------------------------- | --------------------------- | --------------------------- |
| 1  | 10 febbraio 2022            | ISBN 978-4-04-914263-1      |                             |
| 2  | 7 ottobre 2022              | ISBN 978-4-04-914652-3      |                             |
| 3  | 9 giugno 2023               | ISBN 978-4-04-915105-3      |                             |
| 4  | 9 febbraio 2024             | ISBN 978-4-04-915500-6      |                             |
| 5  | 10 ottobre 2024             | ISBN 978-4-04-915971-4      |                             |
| 6  | 10 giugno 2025              | ISBN 978-4-04-916456-5      |                             |

### Anime
Un adattamento anime è stato annunciato all'evento per il 30° anniversario di Dengeki Bunko il 15 luglio 2023. In seguito è stato rivelato che si trattava di una serie televisiva prodotta da CloverWorks e diretta da Tsuyoshi Nagasawa, con la composizione della serie da parte di Misuzu Chiba, il character design di Yoshihiro Osada e Shinichi Machida e la colonna sonora di Tsubasa Ito. La serie, inizialmente programmata per il 2024, è stata poi rinvitata e alla fine è andata in onda dal 10 gennaio al 28 marzo 2025 su Tokyo MX e altre reti. La sigla di apertura è Perfect Day cantata dalle 310, mentre la sigla di chiusura è Ashita no watashi ni sachi are (明日の私に幸あれ? lett. "Che il futuro me sia felice") di Akari Nanawo. Crunchyroll ha trasmesso la serie in streaming. Medialink ha concesso la licenza per la serie nel sud e nel sud-est asiatico.

#### Episodi
| Nº | Titolo italiano Giapponese 「Kanji」 - Rōmaji | In onda          | In onda |
| Nº | Titolo italiano Giapponese 「Kanji」 - Rōmaji | Giapponese       |         |
| 1  | Sono una receptionist di gilda e voglio solo fare una vita tranquilla 「ギルドの受付嬢なので、平穏な生活をしたいと思います」 - Girudo no uketsukejō nano de, heion na seikatsu o shitai to omoi masu | 10 gennaio 2025  |         |
| 1  | Alina lavora come receptionist presso la gilda di Iffole Counter, un impiego scelto per l'orario che le consente di tornare a casa puntuale. Tuttavia, gli avventurieri impiegano spesso troppo tempo nelle missioni, costringendola a fare straordinari. Quando un potente boss, l'Hellflame Dragon, appare in un dungeon e nessuno riesce a sconfiggerlo, il suo carico di lavoro aumenta ulteriormente. Per risolvere la situazione, Alina assume segretamente l'identità di "Esecutore" e, armata di un enorme martello, elimina il drago, sperando di alleggerire i suoi compiti. Tuttavia, la sua azione provoca il ritiro dell'avventuriero Ganz, spingendo la gilda a indagare sull'identità dell'Esecutore e a volerla reclutare nelle Spade Argentee per sostituire Ganz. Alina teme di essere scoperta e di perdere il lavoro per aver utilizzato una licenza falsa. Jade, capo delle Spade Argentee, la riconosce e le dona la reliquia del drago, un cristallo contenente un'abilità divina antica (Dia), che Alina distrugge, rifiutando di unirsi alla squadra e imponendo il silenzio sulla sua identità. Nonostante ciò, Jade è deciso a reclutarla. Nel frattempo, Alina deve affrontare nuovi problemi quando un avventuriero prepotente inizia a maltrattare la sua apprendista Laila, facendole temere ulteriori straordinari. |                  |         |
| 2  | Sarò anche l'Esecutore, ma sarò licenziata se si scopre, perciò dovrò usare la forza 「処刑人ですが、正体がバレるとクビなので実力行使しようと思います」 - Shōkei-nin desu ga, shōtai ga bareru to kubi nano de jitsuryoku kōshi shiyō to omoi masu | 17 gennaio 2025  |         |
| 2  | Alina viene molestata dal prepotente Slay, che pretende di accedere alle presunte "quest segrete" della gilda. Jade, esasperato, lo allontana e spiega ad Alina che il suo martello è in realtà un'abilità divina concessa dai Dia. Alina ricorda di aver ricevuto questo potere due anni prima, quando, frustrata dagli straordinari, aveva pregato per evitarli e le era stato concesso il martello. Per vendicarsi, Slay libera un boss catturato, il Golem d'Argilla, che attacca Jade e distrugge la casa di Alina. Furiosa, Alina, nei panni dell'Esecutore, sconfigge il golem e quasi uccide Slay. Nel frattempo, il capo gilda Glen usa un'abilità di manipolazione del tempo sul luogo della battaglia. Jade scopre che la reliquia distrutta da Alina conteneva una quest segreta per sconfiggere tutti i boss della Torre di Gesso, ma Alina rifiuta la missione, considerandola un ulteriore peso. Inoltre, è turbata dal fatto che Laila creda che l'Esecutore sia un uomo e abbia una cotta per lui. Glen, dopo aver scoperto l'identità di Alina, la convoca, ma lei incolpa Jade per la rivelazione del segreto, causando tensioni tra loro. Nel frattempo, i compagni di Jade, Lowe e Lululee, notano il suo interesse romantico per Alina. Glen sorprende Alina sfidandola a un duello. |                  |         |
| 3  | Sarò anche il tank delle Spade Argentee, ma voglio comunque affrontare un dungeon bello difficile 「白銀の盾役ですが、ヤバいダンジョンに挑もうと思います」 - Hakugin no Tanku desu ga, yabai Danjon ni idomō to omoi masu | 24 gennaio 2025  |         |
| 3  | Glen propone ad Alina una sfida: se lui vincerà, lei dovrà unirsi alle Spade Argentee; in caso contrario, la sua identità rimarrà segreta. Durante il duello, Glen tenta di congelare il tempo per ottenere una vittoria facile, ma Alina è immune a questa abilità e lui ammette la sconfitta. Glen rivela di aver scoperto il dungeon della Torre di Gesso, suscitando la preoccupazione di Alina per l'aumento del lavoro. Per convincerla a partecipare alla spedizione, le promette di assumere più receptionist. Alina accetta a malincuore e si trasferisce con Jade, Lululee e Lowe nella sede delle Spade Argentee. Nel dungeon, incontrano Rufus, unico sopravvissuto della sua squadra, che avverte Alina che il mostro responsabile, un essere umanoide, ha usato un'abilità Dia simile alla sua, senza sapere che lei è l'Esecutore. Glen valuta di sigillare la Torre, ma Rufus minaccia di rivelare l'identità dell'Esecutore se non verranno rispettate le sue condizioni. Messo alle strette, Jade comunica ad Alina che è stata esclusa dalla squadra, deludendola profondamente. Durante la notte, Alina sogna Shroud, un avventuriero del suo passato. Le Spade Argentee trovano infine il mostro umanoide, il Dio Oscuro Silha. Rufus intrappola Jade, Lowe e Lululee, rivelando di aver ucciso la propria squadra per risvegliare Silha e di aver allontanato Alina per offrire le anime dei compagni al dio oscuro in cambio di un'abilità Dia. Tuttavia, Silha divora l'anima di Rufus, libera le Spade Argentee e si prepara a nutrirsi delle loro anime.                                                    |                  |         |
| 4  | Reliquie, quest segrete e dèi oscuri intralciano il mio lavoro, perciò li distruggerò tutti 「遺物とか裏クエストとか魔神とか業務の邪魔なので、ブッ飛ばそうと思います」 - Rerikku toka Ura-Kuesuto toka majin toka gyōmu no jama nano de, buttobasō to omoi masu | 31 gennaio 2025  |         |
| 4  | Silha rivela di possedere diverse abilità Dia, tra cui quella di sottrarre i poteri altrui, e ruba a Lululee la capacità di guarigione. Durante il confronto, Jade affronta Silha in duello mentre i compagni tentano di fuggire, ostacolati da un mostro. Una reliquia donata da Jade ad Alina la avverte del pericolo imminente per Jade. Decisa a salvarlo, Alina evoca il suo martello e si fa strada attraverso le guardie della gilda fino a raggiungere le Spade Argentee, salvando i membri lungo il percorso. Trova Jade apparentemente morto e, furiosa, attacca Silha, sorprendendo quest'ultimo con la potenza della sua abilità Dia. Sebbene Silha ferisca gravemente Alina, Jade, che si era finto morto, la salva in extremis. Silha ammette di aver ucciso gli antichi umani e divorato le loro anime, sostenendo la propria invincibilità. Alina libera un potere avvolgente di fiamme dorate e sconfigge Silha con un solo colpo prima che possa rigenerarsi. Prima di svanire, Silha avverte che un altro dio oscuro sorgerà per sostituirlo. Dopo la battaglia, Lululee recupera la capacità di guarigione e cura i compagni. Alina teme di essere licenziata per aver rivelato la sua identità, ma Glen ordina alle guardie di mantenere il segreto, permettendole di tornare al lavoro normalmente. Jade è entusiasta quando Alina gli consente di aiutarla con le pratiche, anche se solo per poter tornare a casa puntuale. |                  |         |
| 5  | Sarò anche la curatrice delle Spade Argentee, ma anch'io ho bisogno di cure ogni tanto 「白銀の回復役ですが、私にも癒やしが欲しいと思うのです」 - Hakugin no Hīrā desu ga, watashi ni mo iyashi ga hoshii to omō no desu | 7 febbraio 2025  |         |
| 5  | Durante il festival organizzato dalla gilda, viene offerto un compenso extra per le quest, attirando numerosi avventurieri e causando un aumento degli straordinari per il personale. Alina viene ringraziata da Lululee per averli salvati da Silha, mentre un misterioso uomo con una benda sull'occhio osserva quest’ultima. Laila, inizialmente convinta che l'entusiasmo di Alina derivi dalla sua popolarità tra le coppie, scopre invece che Alina intende partecipare al festival da sola. Nei giorni precedenti, la gilda è presa d'assalto dagli avventurieri. Le Spade Argentee allenano il nuovo spadaccino Cybil, che si infortuna, provocando un attacco di panico in Lululee a causa del ricordo di Silha. Alina, travestita dall'Esecutore, interrompe l'allenamento e Cybil si ritira per diventare più forte. Glen spiega che la gilda è affollata a causa di una voce su una "quest segreta" che promette una reliquia con un'abilità speciale, anche se la gilda cerca di smentirla. Jade si interessa all'attacco di panico di Lululee, che attribuisce allo stress per l'uso di una nuova staffa magica; per consolarla, Jade e Lowe le regalano una staffa identica a quella distrutta da Silha. Glen sospetta che la diffusione della voce sulle quest segrete sia un piano per spingere gli avventurieri a esplorare nuovi dungeon, trasformandoli inconsapevolmente in sacrifici per la rinascita di un nuovo dio oscuro. Infine, Jade propone ad Alina di aiutarla con il lavoro in cambio di un appuntamento al festival, e lei accetta con riluttanza di fronte alla mole di lavoro e agli straordinari. |                  |         |
| 6  | Sarò anche la retroguardia delle Spade Argentee, ma troverò assolutamente lo scemo che ha sparso quella voce 「白銀の後衛役ですが、デマ野郎を取っ捕まえようと思います」 - Hakugin no Bakku Atakkā desu ga, dema yarō o tottsukamaeyō to omoi masu | 14 febbraio 2025 |         |
| 6  | Alina e le Spade Argentee si travestono da principianti per investigare la voce sulle quest segrete, che prometterebbero reliquie con abilità Dia. Durante una sosta presso un lago, vengono avvicinati da una squadra guidata da Heitz, che racconta la leggenda delle reliquie. Le Spade Argentee e Alina si rivelano, causando la fuga della maggior parte del gruppo, tranne Aiden, un uomo con una benda sull'occhio e ex compagno di squadra di Lululee, che la accusa di aver causato la morte del loro gruppo. Alina affronta e sconfigge Aiden, mentre Jade smaschera Heitz come l'artefice della diffusione della voce sulle quest. Nel frattempo, Laila si mostra entusiasta del corteggiamento di Jade verso Alina. Il Consiglio della Gilda manifesta interesse per l'identità dell'Esecutore, ma Glen protegge la privacy di Alina. Lululee rivela a Lowe il trauma legato alla sua prima squadra, decimata da un mostro boss. Jade intraprende un allenamento rischioso per attivare più abilità contemporaneamente, ma sviene. Shelley, ricercatrice della gilda, spiega che il nucleo oscuro di Silha contiene un numero infinito di abilità Dia, sbloccabili divorando anime, e segnala la presenza di un uomo mascherato vestito di nero che continua a diffondere voci. Alina completa la sua documentazione per partecipare al festival e, per festeggiare, porta Jade in un locale. Ubriaca, confonde Jade con Shroud, suscitando la curiosità di Jade riguardo a chi sia e al motivo per cui Alina lo aspetti ancora.                                                                                          |                  |         |
| 7  | È un sacco che aspetto il Festival Centennale, perciò me lo godrò, costi quel che costi 「待ちに待った百年祭なので、絶対に絶対に楽しもうと思います」 - Machi ni matta hyakunen-sai nano de, zettai ni zettai ni tanoshimō to omoi masu | 21 febbraio 2025 |         |
| 7  | Glen riceve da Jessica, membro della Gilda degli Informatori, un libro contenente una quest segreta, che nasconde nell'archivio della gilda. Nel frattempo, il festival ha inizio e Alina partecipa insieme a Jade. Lululee visita Aiden in prigione, accompagnata da Lowe. Durante il festival, Alina e Jade litigano brevemente per un gesto di affetto di Jade, ma si riconciliano. Aiden continua ad accusare Lululee della morte del loro gruppo e minaccia di ucciderla una volta ottenuta la sua abilità Dia, ma viene difesa da Lowe. Successivamente, Heitz libera Aiden dalla prigione. Il festival viene interrotto da un attacco di un giullare, in realtà un uomo travestito al servizio di Heitz, che assale gli ospiti, spingendo Alina a intervenire. Heitz recupera il libro dall'archivio e accetta la quest segreta, sfidando le Spade Argentee a inseguirlo. Il gruppo si mobilita per impedirgli di resuscitare un nuovo dio oscuro. Entrati nel dungeon della Foresta dell’Eternità, uno degli uomini di Heitz si suicida per evitare la cattura, sconvolgendo Aiden. Heitz rivela di odiare il sistema delle abilità, che assegna capacità utili o meno in modo casuale, rovinando le vite, e di voler resuscitare un dio oscuro per distruggere un mondo ingiusto, su suggerimento di un uomo mascherato vestito di nero. Improvvisamente, Heitz viene ucciso dalle dee oscure, sorelle gemelle dall'aspetto infantile, Viena e Fiena. Alina le sconfigge, ma scopre che i loro corpi sono morbidi e si rigenerano rapidamente come slime.                                                                    |                  |         |
| 8  | Sarò anche una curatrice incapace, ma farò tutto ciò che posso 「ふがいない回復役ですが、私のできることを全うしようと思うのです」 - Fugainai Hīrā desu ga, watashi no dekiru koto o mattō shiyō to omō no desu | 28 febbraio 2025 |         |
| 8  | Jade deduce che le dee oscure, Viena e Fiena, devono essere distrutte simultaneamente e dimostra che il suo allenamento gli consente di bloccare le abilità con lo scudo. Le dee tentano di consumare Aiden per sbloccare le abilità Dia, ma Lowe lo mette in salvo. Le due dee si fondono in un'unica entità, Vilfina, che ferisce Alina con una maledizione che Lululee non riesce a curare. Le dee affermano che la morte di Alina sbloccherà la loro prima abilità Dia. Jade le provoca, sottolineando che, pur unite, hanno solo metà del potere di un dio oscuro e che la loro forza è a scapito dell'intelligenza, scatenando l'ira di Viena. Sentendosi inutile, Lululee usa ripetutamente la sua guarigione e, dopo alcune difficoltà, riesce a curare Alina, che può così salvare Jade. Le dee, furiose, si ricompongono in Vilfina, ma Alina attiva le sue fiamme dorate e la distrugge, eliminandole definitivamente, mentre Lululee supera il senso di colpa. Alina torna al festival e racconta a Jade di Shroud, ricordandogli di non morire. Altri avventurieri la lodano come receptionist preferita, ma Alina realizza che proprio per questo ha molto lavoro, poiché gli avventurieri trascurano le altre receptionist, lasciandole un carico maggiore. Rimprovera quindi gli avventurieri per gli straordinari. Il festival si conclude con il Riposo delle Anime, durante il quale tutti ricordano gli avventurieri scomparsi liberando lanterne nel cielo. Alina si rende conto di non essersi sentita sola da molto tempo.                                                                                     |                  |         |
| 9  | Sarò anche al mio terzo anno da receptionist, ma sto comunque iniziando il corso per neoassunti 「受付嬢3年目ですが、新人研修に行こうと思います」 - Uketsukejō san-nen me desu ga, shinjin-kenshū ni ikō to omoi masu | 7 marzo 2025     |         |
| 9  | Glen annuncia che concederà un giorno di ferie nel giorno del compleanno a qualsiasi receptionist riesca a ridurre lo straordinario collettivo. Per questo viene organizzato un corso di formazione tenuto da Rosetta Rhuberry, una figura leggendaria che ha rivoluzionato la professione delle receptionist. Alina, determinata a imparare le tecniche di gestione burocratica di Rosetta, partecipa al corso mentre supporta le Spade Argentee in un dungeon. Jade invece è impegnato in una Campagna di Miglioramento dell'Immagine, sperando di impressionare Alina senza disturbarla. Glen ringrazia Alina per aver sconfitto Vilfina, ma lei lo rimprovera per il ritardo nell'assunzione di nuove receptionist. Durante il corso, le receptionist si trasferiscono in una sala di addestramento infestata, dove Laila esprime il desiderio che Alina vinca il premio per permettere a Jade di organizzare la sua festa di compleanno e confessa di provare ancora dei sentimenti per l'Esecutore, suscitando una reazione ambivalente in Alina. Nel frattempo, Jade sospetta la presenza di un traditore nella gilda dopo aver scoperto come Heitz sia entrato nell'archivio. Rosetta rivela il suo approccio agli straordinari: considerare il lavoro extra non come un peso, ma come un'esperienza positiva che agevola gli avventurieri, dimostrando di essere una lavoratrice instancabile. Questa rivelazione provoca in Alina un crollo mentale, che teme di non poter mai tornare a casa in orario e di dover affrontare inevitabilmente molti straordinari nella sua carriera.                                        |                  |         |
| 10 | Potrebbe anche apparire un fantasma durante il corso, ma nessuno mi aveva preparata a questo 「研修中におばけが出るのですが、そんなの聞いてないよって思います」 - Kenshū-chū ni obake ga deru no desu ga, son'na no kii te nai yotte omoi masu | 14 marzo 2025    |         |
| 10 | Alina riflette su Jade, colpita dal fatto che durante l'addestramento lui non l'abbia mai chiamata per nome, mentre Jade teme che la commissione d'inchiesta possa giudicarlo indegno dell'eredità delle Spade Argentee. Glen, che ha guidato le precedenti Spade Argentee fino all'uccisione della figlia Lynn, desidera che Jade diventi il prossimo capo gilda. Fili, la segretaria di Glen, suggerisce che Jade sospetti che Glen sia l'uomo in nero, ma lo esclude a meno che non sia legato a Lynn. Un funzionario della gilda mostra interesse per Alina, ma viene allontanato da Jade. Alina, confusa dai suoi sentimenti, chiede a Jade di comportarsi come al solito, lasciandolo incerto sul loro rapporto. Nel frattempo, Laila conferma la presenza di alcune voci su un dio della morte che infesta il refettorio e arriva la notizia di un nuovo dungeon, la Cattedrale di Sivy. Nonostante l'allenamento con Rosetta, Alina e Laila sono sopraffatte dalle pratiche notturne. Jade informa che l'uomo in nero e il dio della morte potrebbero essere la stessa persona. Quella notte, il dio della morte ruba il nucleo del dio oscuro di Silha dal laboratorio della gilda. Contemporaneamente, il funzionario posseduto da uno spirito tenta di aggredire Alina e Laila, ma Alina lo esorcizza con un pugno. Insieme a Jade e al suo gruppo, inseguono il dio della morte nel refettorio, dove una trappola fa cadere Alina e le Spade Argentee in un abisso. |                  |         |
| 11 | Sarà anche una trappola, ma devo comunque continuare ad avanzare 「罠かもしれないですが、前へ進むしかないと思います」 - Wana ka mo shire nai desu ga, mae e susumu shika nai to omoi masu | 21 marzo 2025    |         |
| 11 | Il dio della morte rivela di essere Glen, confermando i sospetti di Jade, sebbene Alina e Lululee fatichino a crederlo. Si trovano in un piano segreto del labirinto privato della gilda, dove un flashback mostra il passato di Glen: da giovane era arrogante e crudele, e il capogilda gli affidò l'orfana Lynn affinché imparasse ad amare il prossimo. Glen li conduce nella stanza del boss del labirinto, dove tutti i suoi compagni, inclusa Lynn, sono stati uccisi in passato. Egli sostiene di poterli resuscitare invertendo il tempo nella stanza, ma per farlo ha bisogno del nucleo di un dio oscuro risorto. Per anni Glen ha creduto impossibile sconfiggere un dio oscuro, finché non ha incontrato Alina, che ha manipolato insieme alla Spade Argentee per eliminare un dio oscuro al suo posto, usando anche Rufus e Heitz come pedine. Glen rivela di aver impiantato il nucleo di Silha nella sua mano sinistra, sacrificando la sua anima per diventare un dio oscuro. Alina insiste che resuscitare i morti è impossibile, ma Glen afferma di dover dire a Lynn che le vuole bene, cosa che non fece mai quando era viva. Consapevole del rischio di corruzione, chiede ad Alina di ucciderlo se ciò accadesse. Attivando il nucleo, Glen muta disperatamente, incapace di riavvolgere il tempo fino a quando Lynn era viva, e decide infine di lasciarsi consumare dal nucleo, pianificando di divorare Alina e le Spade Argentee per accrescere il suo potere. |                  |         |
| 12 | Sarò anche una receptionist di gilda, ma lotterò fino all'ultimo per smettere di fare straordinari 「ギルドの受付嬢ですが、残業回避のため最後まで戦おうと思います」 - Girudo no uketsukejō desu ga, zangyō kaihi no tame ni saigo made tatakaō to omoi masu | 28 marzo 2025    |         |
| 12 | Jade tenta di distruggere il nucleo impiantato nella mano di Glen per restituirgli l'umanità. Grazie all'attivazione ripetuta delle sue abilità e alla magia curativa di Lululee, Jade riesce a prevedere brevemente il futuro e a schivare gli attacchi di Glen. Alina, attivando le sue fiamme dorate, diventa immune alla pausa temporale di Glen e lo disarma. Glen propone di resuscitare Shroud, ma Alina rifiuta di sacrificare i suoi nuovi amici per lui. Glen riconosce di essere stato ossessionato dal riportare in vita Lynn, al punto da quasi perdere i ricordi preziosi di lei. Alina gli taglia un braccio, separando il nucleo dal resto del corpo. Qualche giorno dopo Glen si risveglia, frustrato di essere ancora vivo, ma Alina gli ordina di non morire finché non assumerà altre receptionist per evitare gli straordinari. Jade cerca di scoprire l'identità dell'uomo che ha insegnato a Glen come resuscitare Lynn, ma una maledizione costringe Glen a dimenticarlo; il gruppo deduce che l'uomo possiede un'abilità Dia. Il piano di Alina per ridurre gli straordinari perde la competizione e non ottiene il giorno libero per il compleanno. Jade le regala una reliquia rotta che non può avvertirla in caso di pericolo, ma che le ricorda la promessa di non morire mai. Alina accetta il ciondolo e torna al lavoro, scoprendo che la sua pila di scartoffie è aumentata. Furiosa, indossa il suo abito da Esecutore e si dirige con le Spade Argentee alla Cattedrale di Sivy per sconfiggere il boss, ritenuto responsabile dei suoi straordinari ancora da svolgere.                          |                  |         |

### Altro
La serie ha avuto collaborazioni di illustrazione con Sword Art Online Alternative: Gun Gale Online e con la VTuber Minato Aqua, affiliata a Hololive, che è stata illustrata anche dall'illustratore di light novel Gaou.

## Accoglienza
Nel 2021, la serie ha vinto il premio d'oro al 27° Premio Dengeki Novel.